# Медведково (исторический район)
Медве́дково — исторический район на северо-востоке Москвы. С востока и юга ограничен рекой Яузой, с запада рекой Чермянкой, с севера МКАД. Граничит с историческими московскими районами Отрадное и Бабушкинский.
Административно разделён на две части: «Северное Медведково» и «Южное Медведково».
В военном и правоохранительном отношении район относится к Бабушкинскому объединённому военному комиссариату, Бабушкинскому районному суду и Бабушкинской межрайонной прокуратуре. Площадь района около шести квадратных километров, население 212 972 человека (2018), 215 798 человек (по переписи 2020 года).

## История

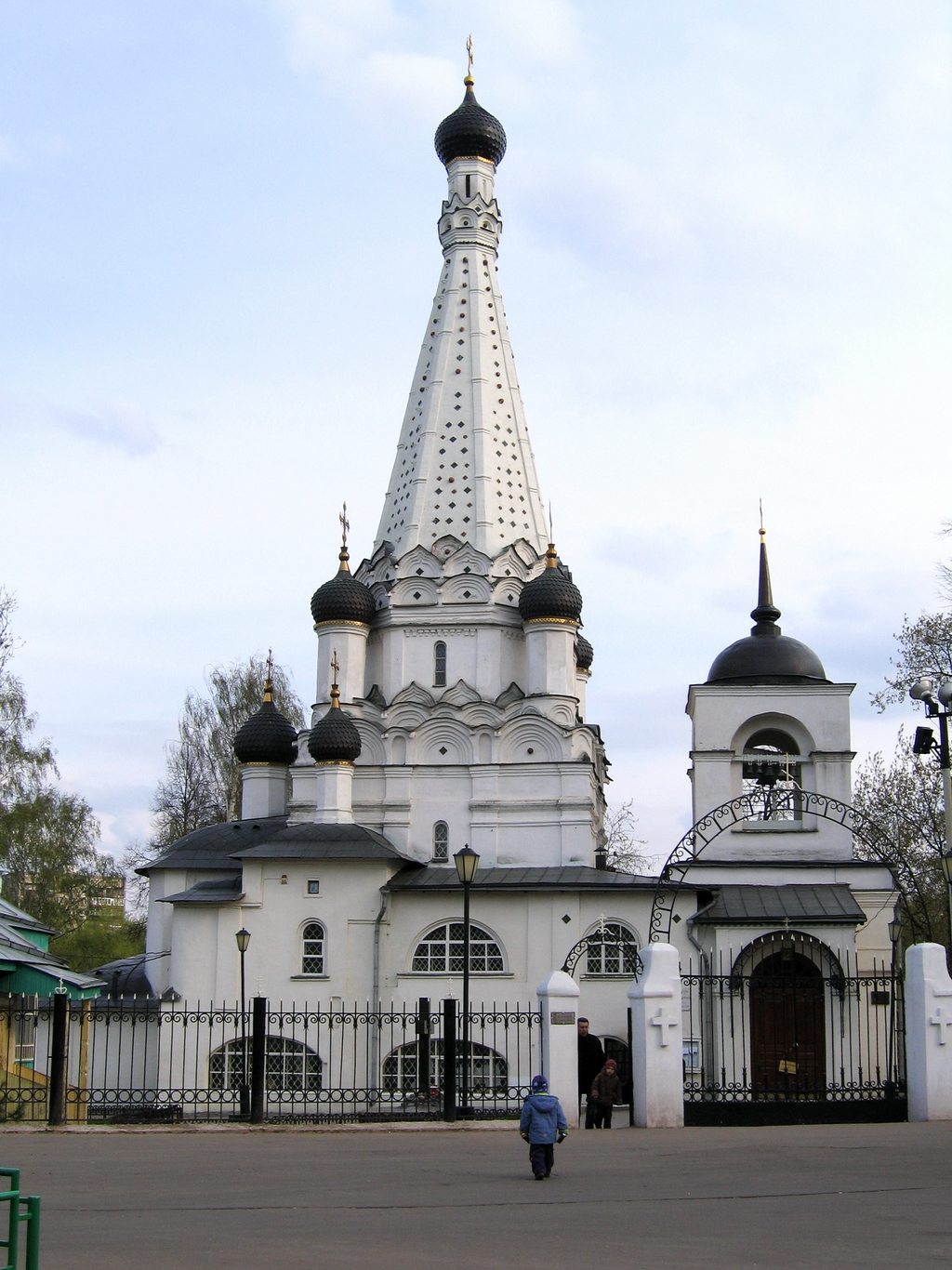
Храм Покрова Пресвятой Богородицы в Медведкове

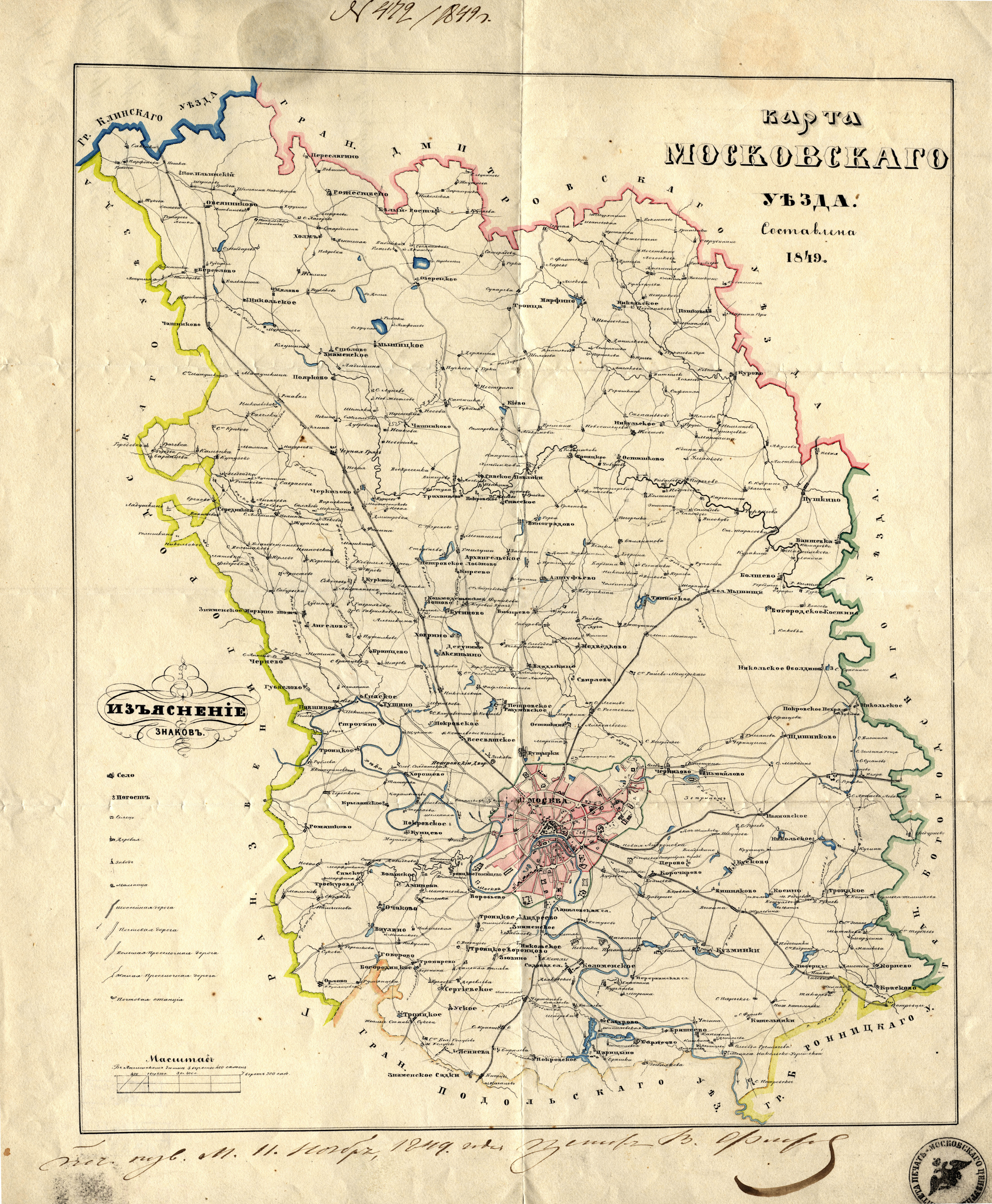
Медвёдково на карте Московского уезда 1849 года

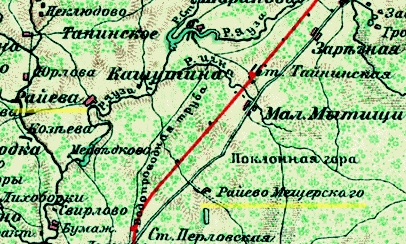
Село Медведково на карте 1900 года

Распространённое мнение, что своим названием Медведково обязано окружающим лесам, где водилось множество медведей — ошибочно. Своё название получило в XVII веке от располагавшегося здесь раньше села Медведково. Это село было известно с начала XVI века как владение боярина князя Василия Фёдоровича Пожарского по прозвищу Медведь (в просторечии — Медведок; отсюда и название). Таким образом, первоначально село Медведково — это родовое имение князей Пожарских, которое было в то время популярным охотничьим местом. В дальнейшем история получила развитие после изгнания поляков из Москвы в 1612 году: князь Дмитрий Михайлович Пожарский (приходившийся праправнуком брата «Медведка») на пустоши, в которую превратились эти земли в Смутное время, ставит свой боярский двор, усадьбу, две мельницы на реках, и, по традиции того времени, деревянную церковь.
К концу своей жизни Д. М. Пожарский построил там уже каменную церковь Покрова Божьей Матери — в честь освобождения России от польско-литовской интервенции. Церковь представляет собой один из редких образцов средневековой русской архитектуры, которая часто упоминалась в учебниках по истории русской архитектуры. Впоследствии у села Медведково было много других владельцев. В 1687 года владельцем Медведково становится князь Василий Васильевич Голицын, фаворит царевны Софьи. При его участии был отлит новый колокол для церкви, с надписью на нём о вечном праве нового хозяина Голицына на Медведковские земли. Однако с приходом к власти Петра I были уничтожены и сосланы многие сторонники царевны Софьи, и в том числе В. В. Голицын. Медведково было конфисковано, описано и передано боярам Нарышкиным, родственникам матери царя. Они мало заботились о своём имении и оно часто переходило из рук в руки и постепенно пришло в упадок.
После строительства в 1862 году Ярославской железной дороги район становится популярным дачным местом. Сюда в девятнадцатом веке стали часто приезжать для отдыха и занятий творческим трудом известные художники, писатели (например М. А. Врубель, В. Я. Брюсов и др.)
В составе Москвы с 1960 года. Входил в состав сначала Бабушкинского, а затем Кировского района.
Деревня Раево существовала до 1960-х годов прошлого века на территории нынешнего проезда Шокальского.
На северном берегу реки Яузы, в месте её пересечения Осташковской улицей находилась деревня Ватутино (на некоторых старых картах обозначена как Вашутина), а между Ясным проездом и рекой Чермянкой — деревня Сабурово, известная ещё с XV века.
На территории современного Медведково также раньше находились деревня Филино (в границах: улица Полярная — проезд Дежнёва — проезд Шокальского — улица Молодцова).
В первой половине двадцатого века построен посёлок завода стройматериалов, находившийся на месте ныне существующей промзоны на пересечении Чермянской улицы и Чермянского проезда.
Селища деревень Раево, Ватутино, Филино, Сабурово и села Медведково, а также глиняный могильник (старое кладбище) села Медведково имеют статус археологических памятников местного значения.
В Северном Медведково ранее находилось кладбище бывшего села Юрлова, показанное на топографической карте окружностей Москвы, снятой офицерами Квартирмейстерской Части в 1818 году, гравированной и отпечатанной в Военно-топографическом депо в 1823 году. Кладбище находилось примерно в пятидесяти метрах южнее улицы Широкой, между рекой Чермянкой и улицей Чермянской. Сейчас здесь проходит высоковольтная ЛЭП. Бывшее Юрловское кладбище статуса археологического памятника не имеет.

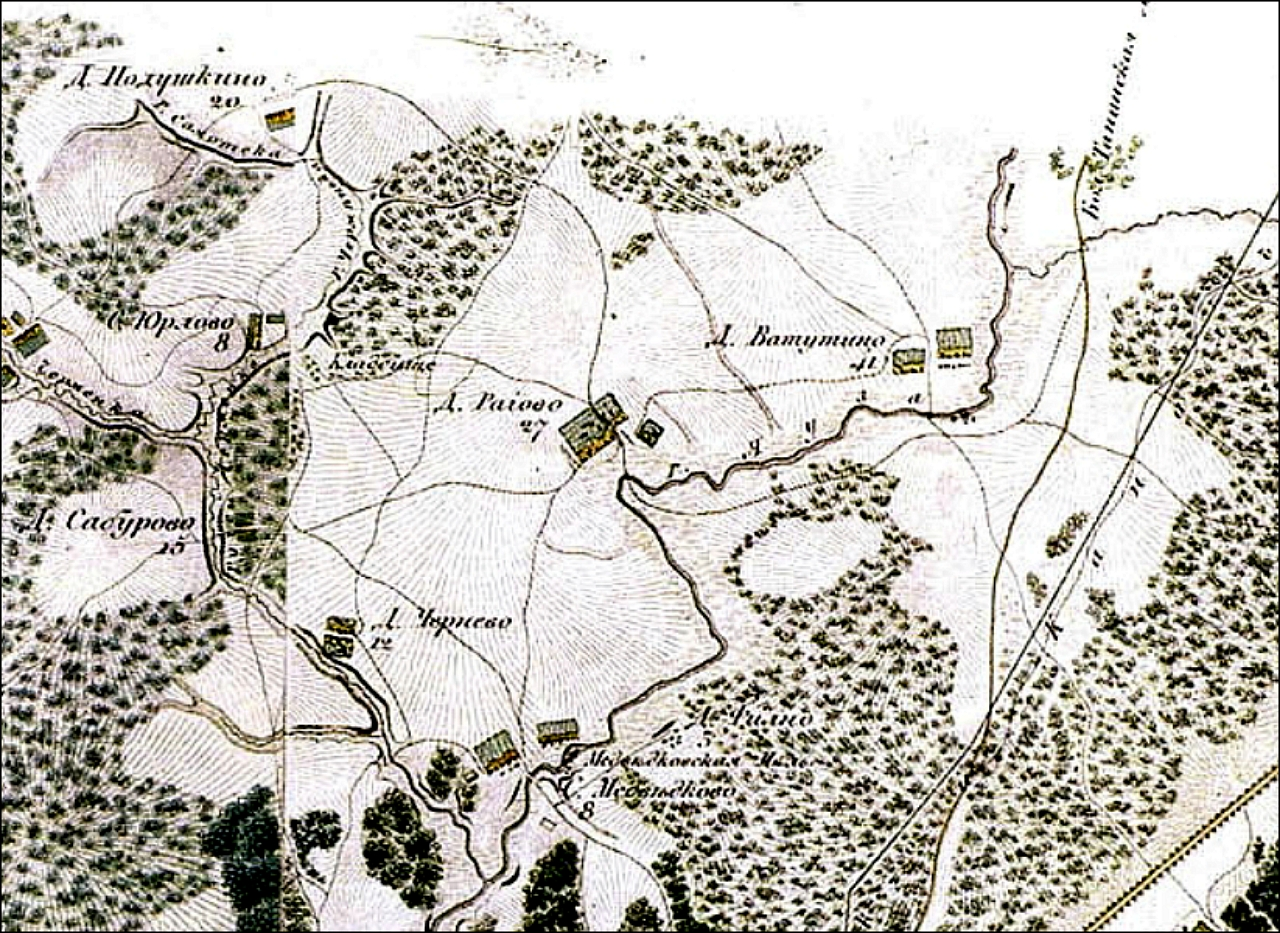
Топографическая карта окружности Москвы, составленная офицерами Квартирмейстерский Части в 1818 году, гравированная и отпечатанная в Военно-топографическом депо в 1823 году. На фрагменте карты показан район расположения современного Медведкова в 1818 году

Последние постройки деревень Ватутино, Сабурово и поселка завода стройматериалов были снесены в конце 70-х годов XX века. На территории в границах Осташковская улица — МКАД — река Яуза до 1979 года находился свинарник, принадлежавший совхозу «Мытищи».
Первоначально, в начале 1960-х годов застраивались районы Полярной улицы, проезд Дежнёва, левая сторона проезда Шокальского. В 70-е годы строились микрорайоны Широкой улицы, Заревого проезда. В 80-е годы улицы Северодвинская, Сухонская, частично Студёный проезд и правая сторона проезда Шокальского.
Единственным историческим зданием в Медведково является Церковь Покрова, находящаяся на Заповедной улице.
На карте Московского уезда, составленной в 1849 году, название села указано как Медвёдково.

## Транспорт

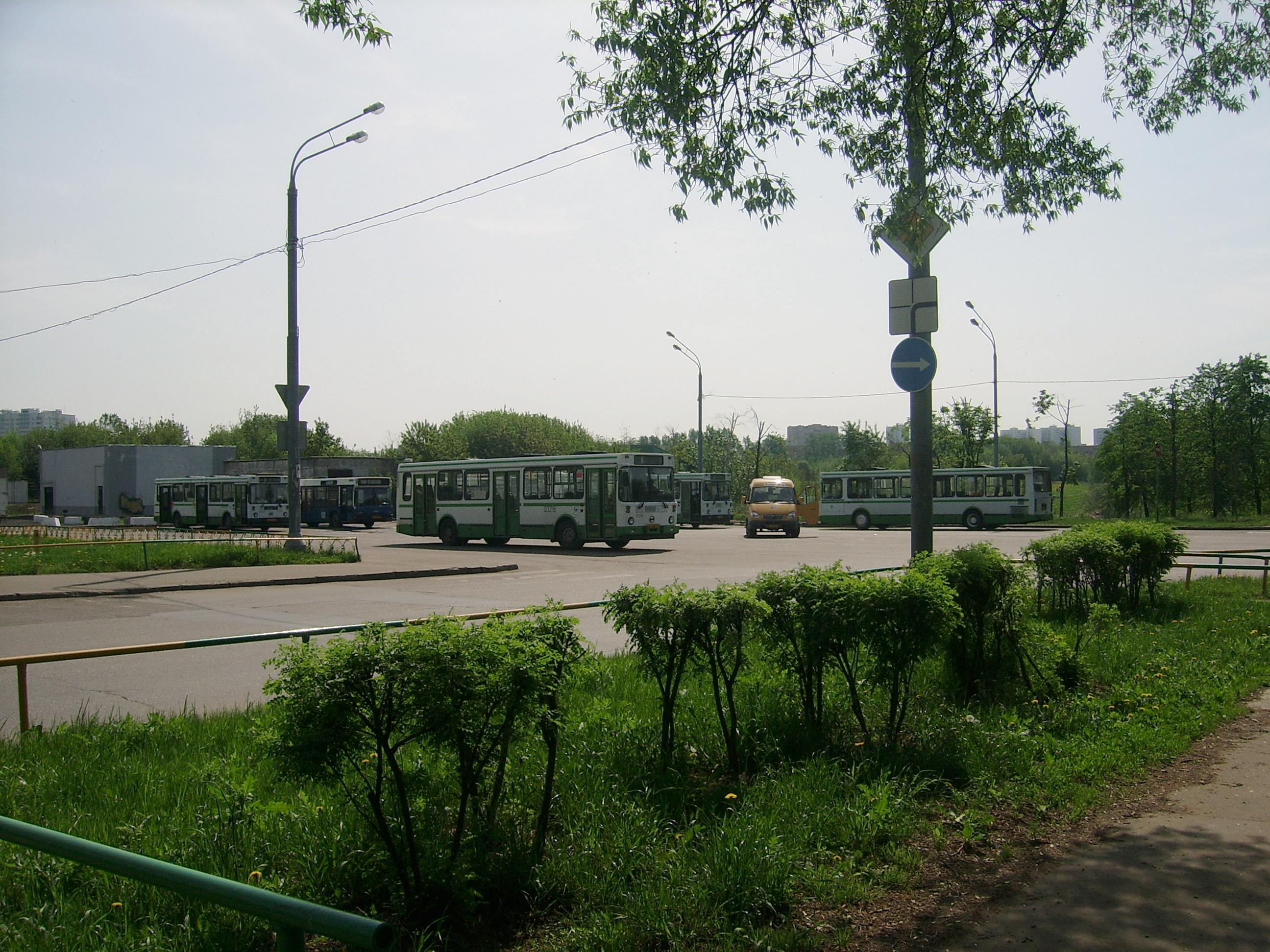
Перекрёсток проездов Шокальского и Заревого.
Конечная остановка автобусов.

На территории района находится одноимённая станция метро, открытая в 1978 году.
По району проходит трамвайный маршрут 17, электробусные маршруты т80, 93, 536 и автобусные маршруты С15, 50, 61, 71, 124, 136, 181, 238, 238к, 393, 278, 601, 605, 606, 618, 628, 649, 696, 735, 771, 774, 909, 880.
Станция метро «Медведково» служит конечным пунктом пригородных автобусных маршрутов ГУП МО Мострансавто — № 314, 419 (Москва — Пироговский — Мытищи), 509 (Метро Медведково — Пушкино), 438 (Метро Медведково — Чиверёво).
Таким образом, в Медведково располагается один из крупнейших транспортных узлов северо-востока Москвы.

## Улицы
Основные магистрали Медведково:
в жилой зоне:

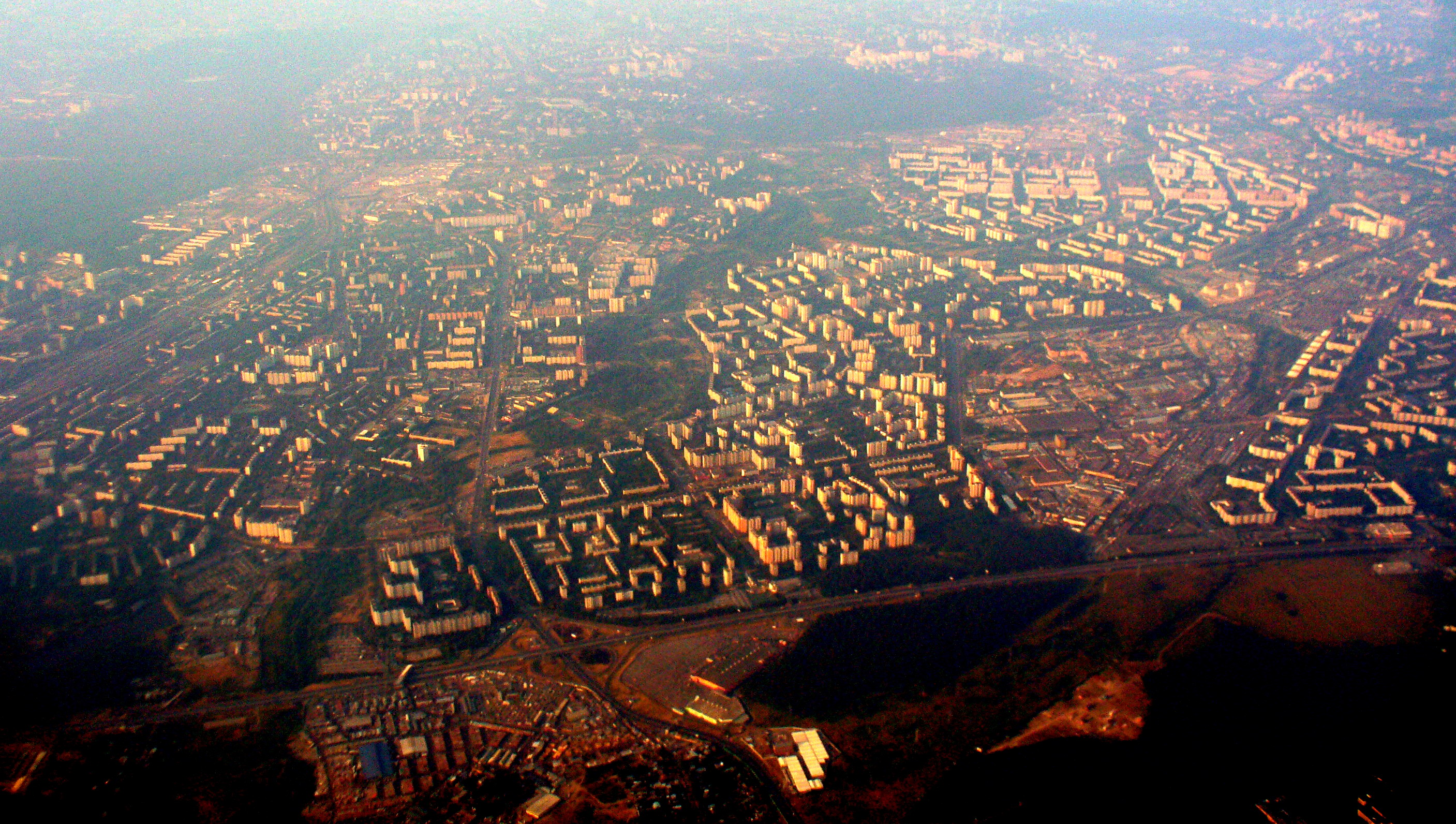

- улицы Широкая, Полярная, Осташковская, Сухонская, Северодвинская, Грекова, Тихомирова, Молодцова, Заповедная;
- проезды Ясный, Шокальского, Дежнёва, Студёный, Заревый.

в промышленной зоне:
Полярный проезд, Чермянская улица, Чермянский проезд и Вилюйская улица.
По устоявшейся в Москве географической традиции большинство улиц получило название на северную тематику — проезды Студёный и Заревый, улицы Северодвинская, Вилюйская, Сухонская и другие. Проезд Дежнёва назван в честь русского землепроходца С. И. Дежнёва. Ясный проезд и Широкая улица получили названия в результате выбора жителей. Улица Молодцова названа в честь Героя Советского Союза разведчика В. А. Молодцова, погибшего в Великую Отечественную войну. Улица Тихомирова — в честь историка, академика М. Н. Тихомирова, умершего в 1965 году (по советской традиции, в честь известных академиков после их смерти в Москве называли улицу). Проезд Шокальского получил своё название в память об академике, исследователе Арктики и океанографе Ю. М. Шокальском.
Между Полярной улицей и проездом Шокальского находится ныне безымянный бульвар, который на картах Москвы 80-х годов XX-го века назывался «Бульвар 50-летия ВЛКСМ», в начале бульвара в честь этого события был установлен небольшой гранитный монумент, до настоящего времени не сохранившейся.
Сейчас около этого места находится памятник погибшим в различных войнах, установлен в 2005 году.
В 2011—2013 годах в этом бульваре (несмотря на протесты местных жителей) рядом с общественным туалетом по городской программе строительства в Москве двухсот модульных храмов был построен и освящен храм св. Дмитрия Донского.

## Застройка

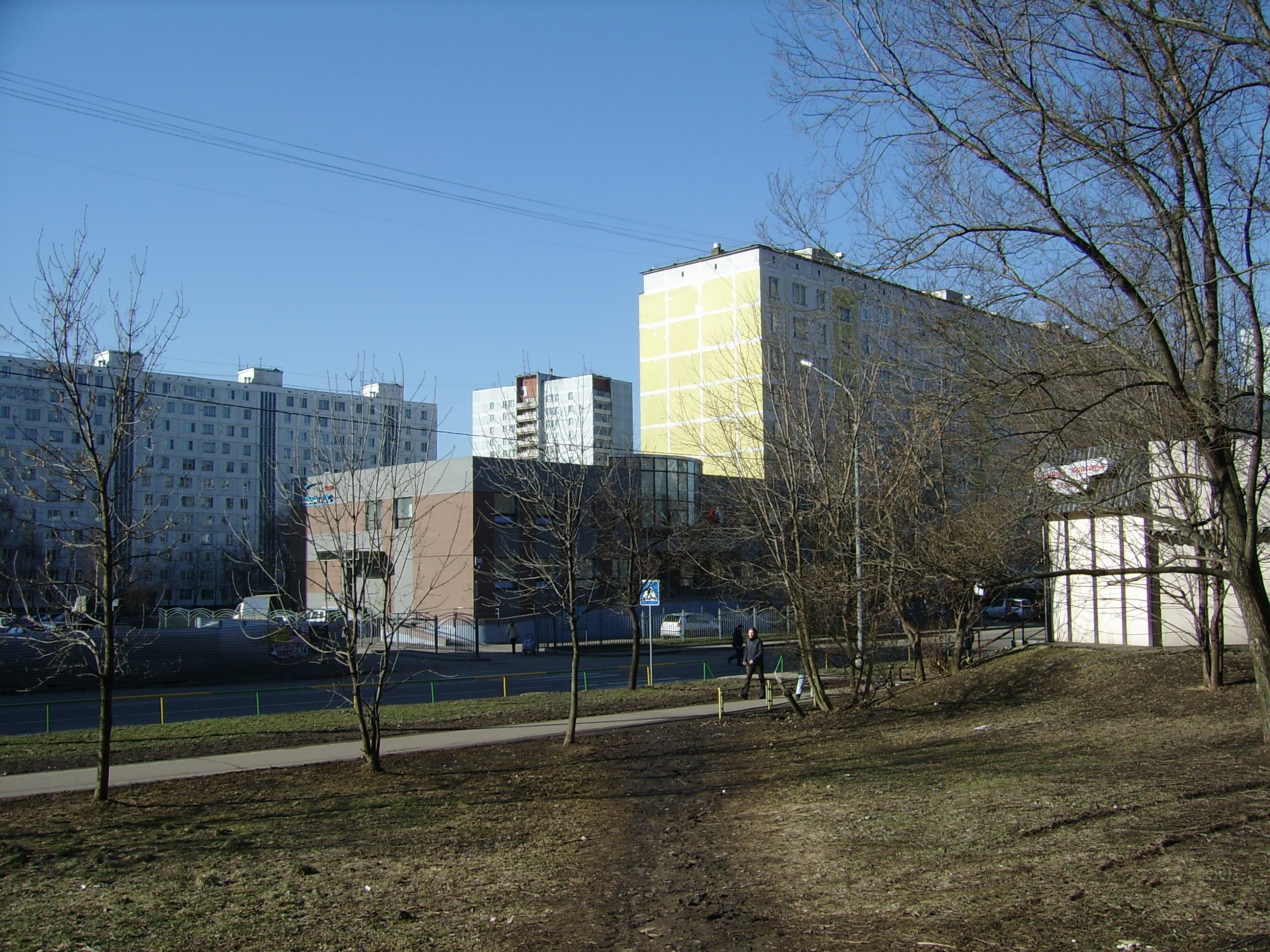
Управа района «Северное Медведково» на проезде Шокальского

Практически всё Медведково застраивалось в 1960—1980-е годы типовыми домами с чётким делением на промышленную и жилую зоны. Кроме одного дома, на проезде Шокальского, постройки середины XX века, в Медведково нет домов домосковской (до 1960 года) постройки. В настоящее время снесены все так называемые «хрущёвские» пятиэтажные дома. Два 25-этажных дома на Студёном проезде — самые высокие в Медведково. К нетипичным типам домов относится малоэтажный жилой дом на Широкой улице.

## Промышленность
Промышленные предприятия в Медведково сосредоточены в промзоне, находящейся между улицами Полярной, Молодцова и рекой Чермянкой. Здесь находятся ЗАО Кожгалантерейная фабрика «Медведково», кирпичный завод, асфальто-бетонный завод, завод мостовых конструкций, 26-й хлебокомбинат, завод «Газосвет», фабрика «Военохот», Второй авторемонтный завод (ВАРЗ), Шарикоподшипниковый завод № 21, ЗАО «20-й таксомоторный парк», печальноизвестная картонная фабрика «ВГ Контурс», обанкротившаяся в 2019 году и другие промышленные предприятия. Всего 26 предприятий. Несмотря на это Медведково считается так называемым «спальным районом», так как многие предприятия в данный момент не работают и сдают свои помещения в аренду. В частности, помещения ВАРЗа используются компанией «Протек» как склады.

## Места досуга и отдыха

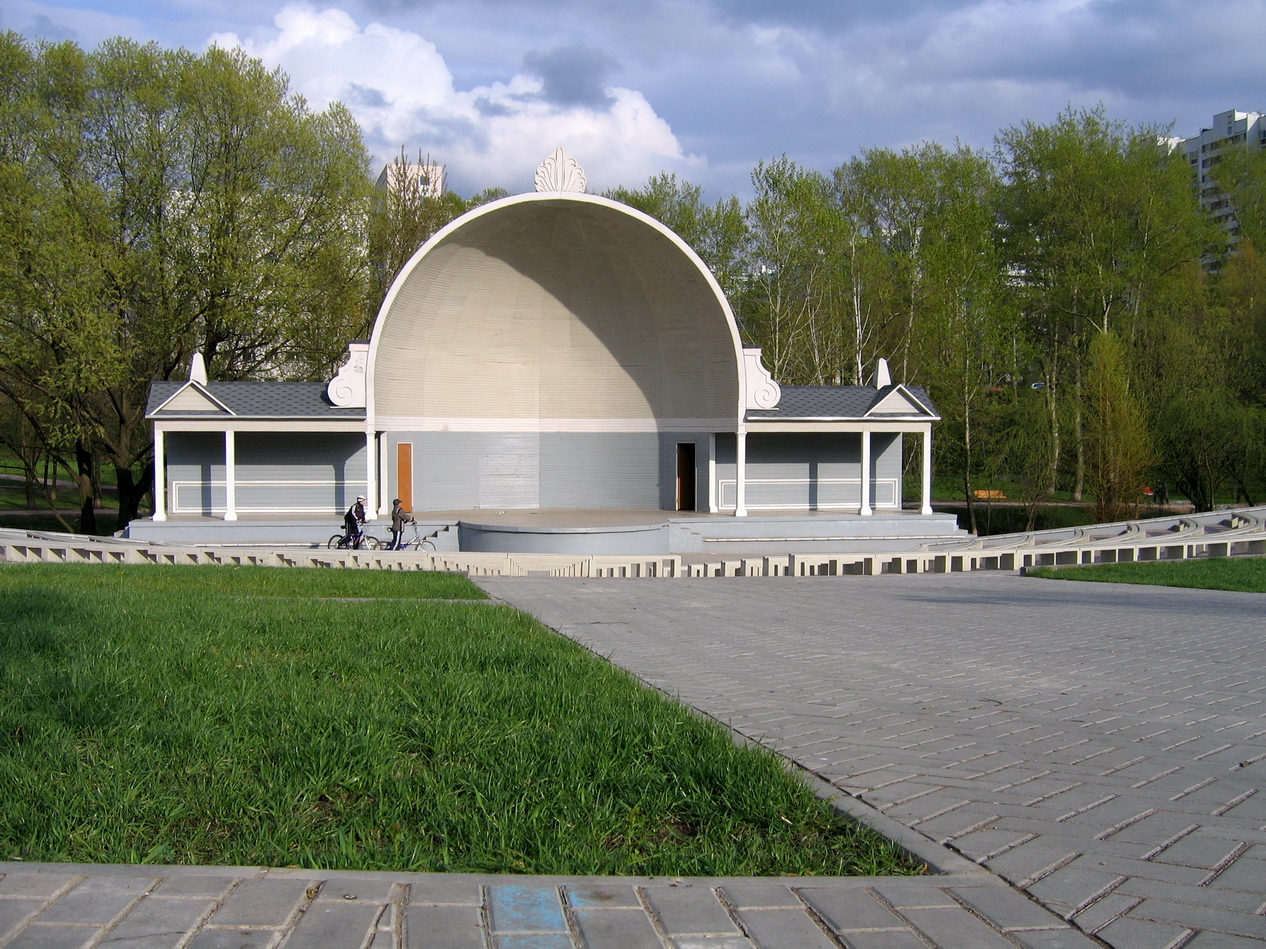
Пойма Яузы у Заповедной улицы на Певческом поле

Основным местом отдыха в Медведково считается рекреационная зона находящаяся в пойме реки Яузы (улицы Сухонская, Северодвинская, Заповедная, проезд Шокальского). На настоящий (осень 2007 года) момент это место отдыха благоустроено уже по большей части. Но в то же время остаются ещё участки без какого-либо облагораживания. Летом 2006 между Заповедной улицей, проездом Дежнёва и рекой Яузой открыто Певческое поле с эстрадой.
Также на территории района находится часть Хлебниковского лесопарка, чья территория обустроена в 2006—2007 и в 2012—2013 гг: проложены дорожки для прогулок, обустроены зоны отдыха и пруд, высажены саженцы деревьев. Медведковскому лесопарку был присвоен статус государственного заказника.
В июле-августе 2013 года была обустроена рекреационная зона на Осташковской улице.
Проводятся работы по созданию рекреационной зоны в пойме реки Чермянка.
До 2005 года на территории Заревого проезда и Медведковского лесопарка существовали незаконные садовые участки жителей, так называемый «самозахват».
В районе существует кинотеатр «Ладога», принадлежащий компании «Формула кино».

## Инфраструктура
- Здравоохранение. В Медведково есть три взрослых, две детские поликлиники, травмпункт при 218-й поликлинике. Четыре городские аптеки.
- Спортивные сооружения. Есть несколько спортивных комплексов, в том числе спортивный комплекс Медведково.
- Правоохранительные органы. Два отделения внутренних дел. В Медведково располагается один из следственных изоляторов Москвы, переоборудованный из лечебно-трудового профилактория (ЛТП) в 1990-х годах.
- Торговля. Торговля в районе представлена достаточно широко. Помимо массы небольших магазинов, существует и ряд крупных, входящих в торговые сети: Дом мебели «Медведково» на Полярной улице, Дом книги «Медведково» на Заревом проезде, универсамы «Дикси», «Пятёрочка» и «Товары для дома» на Студёном проезде, универсамы «Перекрёсток», «Лента», "Пятёрочка"на Широкой улице, гастроном «Станем друзьями», на улице Грекова, торговые центры «Фортуна» и «Медведково» на Широкой улице, торговый центр (детская ярмарка) «Большая Медведица» на Студеном проезде, «Волшебный мир компьютеров» («Ф-Центр») на Сухонской ул., магазин «Ситилинк» в Чермянском проезде и самый большой объект, который формально не относится к району, но транспортно связан с ним — «Ашан» на Осташковском шоссе. Торговый центр «EGOmall» на проезде Дежнёва
- Образование. В 1994 году в Медведково на Ясном проезде, доме 24 А, был создан первый в северо-восточной Москве детский приют «Уэйверли Хаус», который освятил 26 мая 1994 года патриарх Московский и Всея Руси Алексий II, учредителями приюта стали Московский Патриархат и английская благотворительная организация «Уэйверли Траст». В июне 1995 года во время своего визита в Москву приют навестила принцесса Уэльская Диана. В связи с прекращением зарубежного финансирования приют был преобразован в коррекционный детский дом № 43 и в настоящее время финансируется из городского бюджета.